# Гхош, Аджой Кумар
Аджой Кумар Гхош (бенг. অজয়কুমার ঘোষ; 20 февраля 1909, Миайжам, округ Бардхаман, Западная Бенгалия, Индия — 13 января 1962, Дели) — видный деятель индийского и международного рабочего движения. Генеральный секретарь Коммунистической партии Индии (1951—1962). Редактор, теоретик марксизма.

## Биография
Сын врача. С 1926 года обучался в Аллахабадском университете. Со студенческих лет принимал участие в национально-освободительном движении. Познакомился с Бхагатом Сингхом и Батукешваром Даттом и в 1928 году вступил в Социалистическую республиканскую ассоциацию Индии.
В 1929 году за революционную деятельность был привлечён к суду английскими колониальными властями по обвинению в подготовке восстания.
В 1931 году стал одним из руководителей профсоюзов г. Канпур, секретарём организации Рабоче-крестьянской партии Соединённых провинций (ныне штат Уттар-Прадеш), позднее — член Исполкома Всеиндийской рабоче-крестьянской партии и редактором газеты этой партии «Крантп кари» («Революционер»).
В 1938—1940 гг. был одним из редакторов центрального органа компартии Индии «National front». С 1952 — редактор ежемесячного теоретического журнала партии «New Age».
Гхош — один из организаторов Коммунистической партии Индии, с 1933 года — член ЦК партии, с 1936 — член Политбюро ЦК (с 1958 г. — Центральный исполнительный комитет) Коммунистической партии Индии (КПИ), с 1951 г. — генеральный секретарь ЦК (с 1958 г. — Национальный совет) КПИ.
В 1943 в связи с болезнью был освобожден от работы в Политбюро. В 1948 г. вновь избран членом Политбюро ЦК.
Вёл большую работу по преодолению ошибок в деятельности КПИ, определённых как левосектантские или право-оппортунистические. Большое значение для идейного сплочения партии имело опубликование в начале 1951 года выработанного при его активном участии проекта программы Коммунистической партии Индии.
За революционную деятельность неоднократно подвергался арестам и тюремному заключению. В тюрьмах в общей сложности провёл 9 лет.
Гхош — автор ряда работ по проблемам коммунистического движения в Индии. В своих выступлениях в печати разрабатывал проблемы, связанные с применением положений исторического материализма к конкретным условиям Индии. В статьях «Коммунистическая партия Индии в борьбе за единый демократический фронт, за народно-демократическое правительство» (1951), «К выборам в Индии» (1952), «Очередные задачи Коммунистической партии Индии» (1954) и др. работах давал обоснование необходимости движения за объединение левых сил и единство действий рабочего класса.
Большое теоретическое и практическое значение имела деятельность Гхоша в организации борьбы за превращение КПИ в массовую партию рабочего класса и её организационное укрепление. Принимал участие в выработке нового устава КП Индии, в преамбуле к которому даны теоретические положения о возможности и условиях мирного пути перехода Индии к социализму. «Для партий и элементов, выступающих за социализм, — писал он, — существует возможность завоевать большинство в парламенте и преодолеть сопротивление реакции с помощью выступлений широких масс» («New Age», 1958, 18 мая). Гхош разрабатывал принципы пролетарского интернационализма. «Мы считаем, что дух и концепция пролетарского интернационализма — одна из величайших ценностей, которые коммунистическое движение дало человечеству» (там же). Принципы борьбы за рост рядов партии, за ее идейное воспитание отражены в докладе Гхоша на V съезде в Амритсаре и в статьях «О массовой Коммунистической партии в Индии» (1958) и «Амритсарский съезд партии» («Amritsar congress of the Communist party», 1958).
Во время китайско-индийской пограничной войны (1962) поддерживал позицию Индии, а не КНР. Являясь лидером центристской фракции в КПИ, пытался предотвратить её раскол на просоветскую и прокитайскую (будущая Коммунистическая партия Индии (марксистская)) фракции.